# 萧志贤
萧志贤（1913年—2000年），男，河南新县人，中华人民共和国军事人物，中国人民解放军少将，曾任兰州军区空军后勤部副部长。